# Umerkot

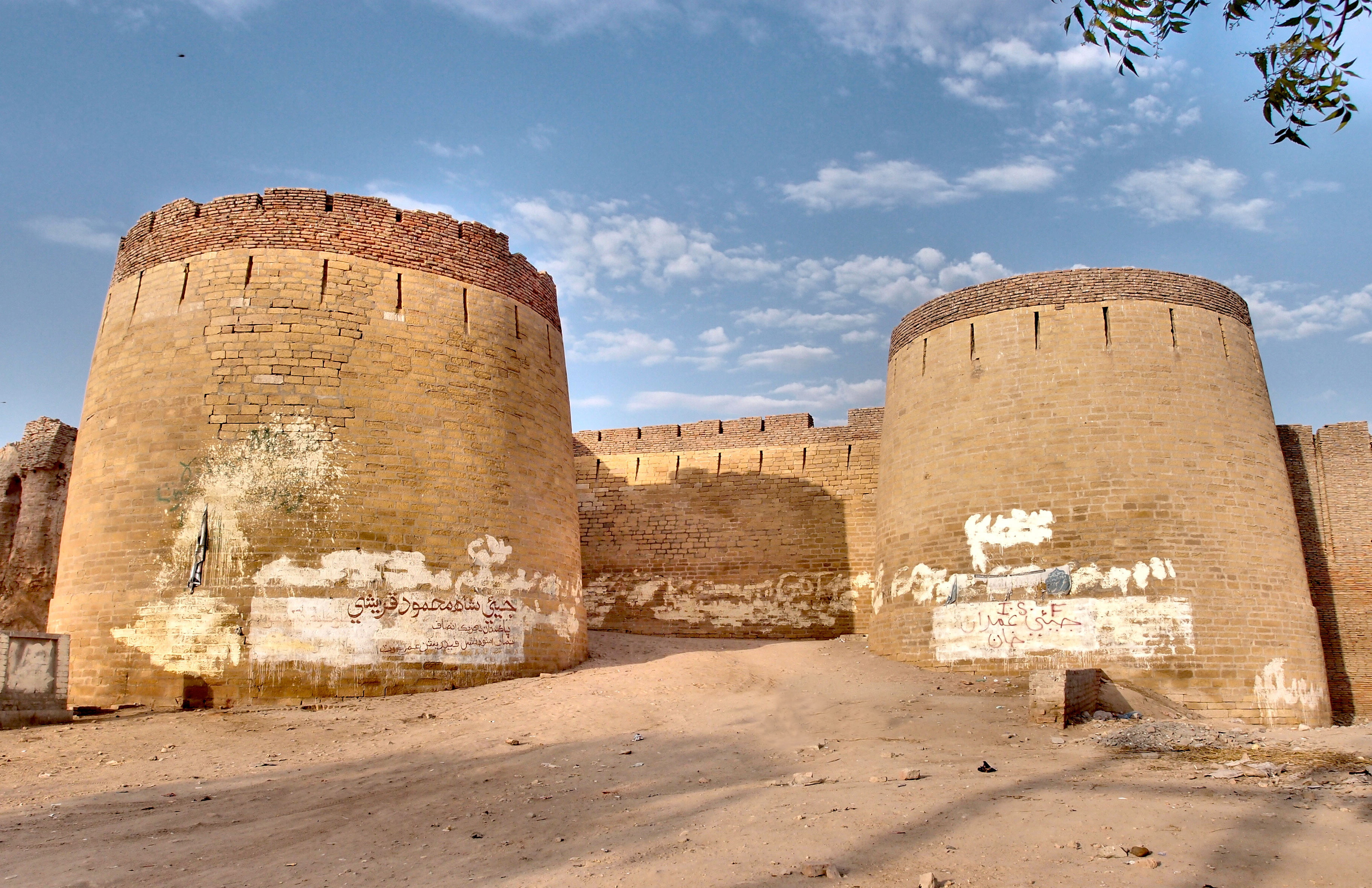
Fort von Umerkot

Umerkot (Sindhi: عمرڪوٽر, Urdu عُمَركوٹ), auch Umarkot oder Amarkot, ist der Verwaltungssitz des Distrikts Umerkot in der Provinz Sindh in Pakistan. In Umerkot wird der Dialekt Dhatki gesprochen, welcher zu den Rajasthani-Sprachen gehört.

## Geschichte
Die Provinz Umerkot wurde vom Mittelalter bis 1947 vom Sodha Rajput-Clan der hinduistischen Rajputen regiert. Die Stadt war während des Mogulreich und Britisch-Indien eine bedeutende Stadt. Der Mogulkaiser Akbar wurde am 14. Oktober 1542 in Umerkot geboren, als sein Vater Humayun vor der militärischen Niederlage durch Sher Shah Suri floh. Später brachte Akbar den Nordwesten Indiens, einschließlich des heutigen Pakistan, unter die Herrschaft der Moguln.
Umerkot wurde im 18. Jahrhundert vom Staat Jodhpur annektiert und seine Herrscher wurden zu Vasallen degradiert. Umerkot und sein Fort wurden 1847 vom Maharaja von Jodhpur an die Briten übergeben als Gegenleistung für die Reduzierung des Tributs, der dem Staat Jodhpur auferlegt wurde. Aus diesem Grund hatte der Rana von Umerkot 1947 nicht viel zu sagen, ob er sich Indien oder Pakistan anschließen sollte, obwohl er aufgrund seiner Sindhi-Wurzeln seinen Wunsch zum Ausdruck brachte, sich Pakistan anzuschließen. Umerkot wurde schließlich der einzige Staat mit einer hinduistischen Mehrheit und einem hinduistischen König, der Pakistan beitrat.

## Bevölkerungsentwicklung
| Zensusjahr | Einwohnerzahl |
| ---------- | ------------- |
| 1972       | 8.381         |
| 1981       | 13.742        |
| 1998       | 35.559        |
| 2017       | 134.052       |

## Bildung
Die Stadt hat mehr als 100 Schulen, 20 Hochschulen und eine Fachhochschule.

## Söhne und Töchter der Stadt
- Akbar (1542–1605), Kaiser des Mogulreiches